# Piotr Iakovlevitch Tchaadaïev
Piotr Iakovlevitch Tchaadaïev (en russe : Чаадаев, Пётр)  est un écrivain et philosophe russe né en 1794 et mort en 1856. 

## Famille

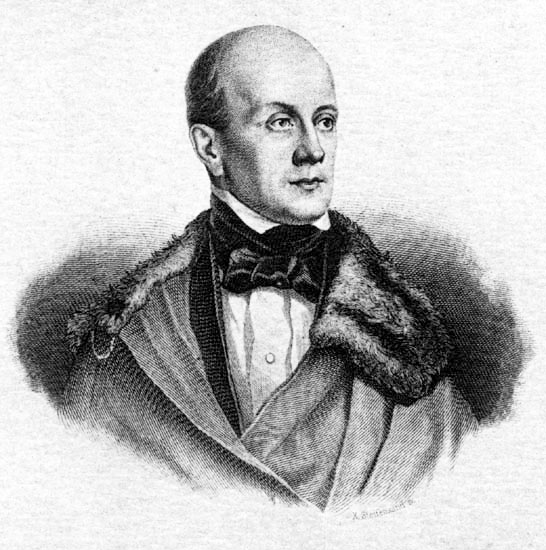
Piotr Tchaadaïev

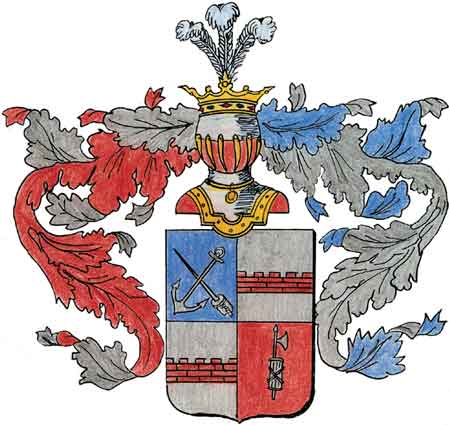
Blason de la famille Tchaadaïev

Fils de Iakov Petrovitch Tchaadaïev (?-1807) et de la princesse Natalia Mikhaïlovna Chtcherbatova, il est, par sa mère, le petit-fils de l'historien Mikhaïl Mikhaïlovitch Chtcherbatov.

## Biographie
Après une carrière militaire débutée pendant les guerres napoléoniennes, il entame une série de voyages en Europe, tout en se consacrant à l'écriture.
C'est vers 1829 qu'il achève ses huit Lettres philosophiques. Il expose dans ces textes, rédigés en français, une philosophie de l'histoire influencée, notamment, par Schelling, Bonald et de Maistre. La plus notable de ses conclusions est la nullité historique et culturelle de la Russie. Celle-ci, située à l'intersection de l'Orient et de l'Occident, n'appartient ni à l'un ni à l'autre : elle est hors civilisation. Un avenir radieux lui est pourtant promis, moyennant un renouveau moral.
Des copies manuscrites des Lettres circulent longtemps dans les salons moscovites. Lorsque la première d'entre elles est publiée en 1836, dans la revue Le Télescope, un scandale éclate pourtant, probablement dû en partie au fait que, séparée des autres, cette première lettre ait parut particulièrement critique. Mais la réaction extrêmement sévère des autorités ne surprend pas sous le règne répressif de Nicolas Ier. Tchaadaïev, déclaré fou, est assigné à domicile et mis sous contrôle médical, avec interdiction d'écrire (imposée pendant une année par la Troisième section).
Ceci n'empêcha pas son œuvre d'avoir une influence considérable en Russie. Elle est l'une de celles qui donnèrent naissance aux polémiques entre slavophiles (défenseurs du génie propre de la Russie et de sa destinée historique) et occidentalistes (défenseurs de l'idée que la Russie doit se mettre à l'école de l'Europe), qui n'ont toujours pas pris fin. Vladimir Pétchérine correspond avec lui et le cite dans son œuvre propre en reconnaissant ce qu'il lui doit.
Alexandre Pouchkine a écrit une célèbre lettre en réponse à Tchaadaïev dans laquelle il défend le mérite historique de la Russie, rempart de l'Europe contre la barbarie tartare. Le poète renonça, cependant, à la publier, lorsqu'il apprit les sanctions qui allaient être imposées à son ami de jeunesse.
En 1837, Tchaadaïev écrivit encore L'Apologie d'un fou (non publiée de son vivant), pour tenter de justifier ses écrits précédents.
Il est enterré au cimetière du monastère Donskoï à Moscou.